# Тони Бранка
Тони Бранка (на немски: Toni Branca) е бивш пилот от Формула 1. Роден на 15 септември 1916 година в Сион, Швейцария.

## Формула 1
Тони Бранка прави своя дебют във Формула 1 в Голямата награда на Швейцария през 1950 година. В световния шампионат записва 3 състезания като не успява да спечели точки. Състезава се с частен Мазерати.